# 小行星9643
小行星9643（英語：9643）是一颗围绕太阳公转的小行星。1994年9月2日，清水義定、浦田武在那智胜浦町发现了此天体。
这颗小行星的绝对星等为257.2138531676929等。